# Елбаево
Елба́ево (осет. Елбайты цъай) — село в Моздокском районе Республики Северная Осетия — Алания. 
Входит в состав муниципального образования «Ново-Осетинское сельское поселение».

## География
Селение расположено у границы Северной Осетии со Ставропольским краем, в северо-западной части Моздокского района. Находится в 30 км к северо-западу от районного центра Моздок и в 123 км к север-западу от города Владикавказ.
Граничит с землями населённых пунктов: Тельмана на западе, Уварвоское на востоке и Черноярская на юго-западе.
Населённый пункт расположен на Кабардинской равнине в степной зоне республики. Рельеф местности преимущественно волнистый равнинный, со слабыми колебаниями высот. Средние высоты на территории села составляют 164 метров над уровнем моря.
Гидрографическая сеть представлена в основном каналом «имени Ленина», проходящей вдоль северной окраины села по границе Северной Осетии и Ставропольского края.
Климат влажный умеренный с жарким летом и прохладной зимой. Среднегодовая температура воздуха составляет +10,5°С. Температура воздуха в среднем колеблется от +23,3°С в июле, до −2,5°С в январе. Среднегодовое количество осадков составляет около 570 мм. Основное количество осадков выпадает в период с мая по июль. В конце лета часты суховеи, дующие территории Прикаспийской низменности.

## История
Основан в 1840 году как осетинский хутор при станице Новоосетинской и находилось под его ведомством. Своё название хутор получил от осетинского рода Елбаевых, которые первыми заселили новообразованный населённый пункт.
В 1935 году при расформировании Северо-Кавказского края, хутор Елбаева в составе Моздокского уезда был включён в состав Ставропольского края.
В 1944 году вместе с городом Моздок и его окрестностями на левобережье реки Терек, хутор был передан в состав Северо-Осетинской АССР.
После строительства канала «имени Ленина», хутор получил статус посёлка сельского типа. Позже посёлок сельского типа был преобразован в село.
С 1980-х посёлок постепенно начали заселять цыгане, которые впоследствии стали доминирующей нацией в Елбаево. Ныне несмотря на высокую рождаемость, наблюдается большой отток трудоспособного населения из села.

## Население
| 2002 | 2010 | 2021 |
| ---- | ---- | ---- |
| 427  | ↗504 | ↘388 |

Национальный состав
По данным Всероссийской переписи населения 2021 года:
| Народ      | Численность, чел. | Доля от всего населения, % |
| ---------- | ----------------- | -------------------------- |
| цыгане     | 311               | 80,15 %                    |
| русские    | 25                | 6,44 %                     |
| турки      | 22                | 5,67 %                     |
| осетины    | 18                | 4,64 %                     |
| корейцы    | 5                 | 1,29 %                     |
| грузины    | 4                 | 1,03 %                     |
| кабардинцы | 3                 | 0,77 %                     |
| всего      | 388               | 100 %                      |

## Инфраструктура
В селе отсутствуют объекты социальной инфраструктуры. Население села в основном обучается в близлежащих посёлках и станицах.
В населённом пункте до сих пор не налажена газификация.

## Улицы
В селе всего одна улица — Бегиева.